# Наср Ель-Дін Аббас
Наср Ель-Дін Аббас (араб. نصر الدين عباس), відомий також під прізвиськом Джакса (араб. جكسة), (нар. 13 серпня 1944, Омдурман) — суданський футболіст, що грав на позиції нападника. Всю футбольну кар'єру провів у клубі «Аль-Хіляль» з Омдурмана, відомий за виступами в збірній Судану. Чемпіон Кубка африканських націй 1970 року, учасник футбольного турніру Олімпійських ігор 1972 року. Після закінчення виступів на футбольних полях — футбольний тренер, двічі очолював свою колишню команду «Аль-Хіляль».

## Футбольна кар'єра
Наср Ель-Дін Аббас грав у складі команди «Аль-Хіляль» з Омдурмана з 1961 року. У складі команди він ставав шестиразовим чемпіоном Судану, грав у складі команди до 1976 року, та завершив виступи на футбольних полях у складі «Аль-Хіляля».
З 1963 року футболіст, відомий також під прізвиськом Джакса, грав у складі збірної Судану. У 1963 році він уперше зіграв на Кубку африканських націй, на якому суданська збірна здобула срібні нагороди, а Наср Ель-Дін Аббас відзначився 4 забитими м'ячами, та став другим бомбардиром турніру. У 1970 році фінальний турнір Кубка африканських націй відбувався в Судані, на якому суданська збірна здобула золоті нагороди, а Джакса відзначився 2 забитими м'ячами. У 1972 році брав участь ще в одному турнірі Кубка африканських націй, проте на цьому турнірі зіграв лише в одному матчі, та забитими м'ячами не відзначився.
У 1972 році в складі збірної Судану Наср Ель-Дін Аббас брав участь у футбольному турнірі Олімпійських ігор 1972 року. На стадії групового турніру він грав у всіх трьох матчах, та відзначився забитим м'ячем у ворота збірної СРСР, який став єдиним м'ячем суданської збірної на турнірі, яка вибула після першого групового турніру.
Після завершення виступів на футбольних полях Наср Ель-Дін Аббас двічі, в 1977 та в 1982—1983 роках, очолював свій рідний клуб «Аль-Хіляль».

## Титули і досягнення
- Володар Кубка африканських націй (1): 1970
- Срібний призер Кубка африканських націй (1): 1963

- Чемпіон Судану (6):

«Аль-Хіляль» (Омдурман): 1962, 1964, 1965, 1966, 1967, 1974